# Johnny Unitas

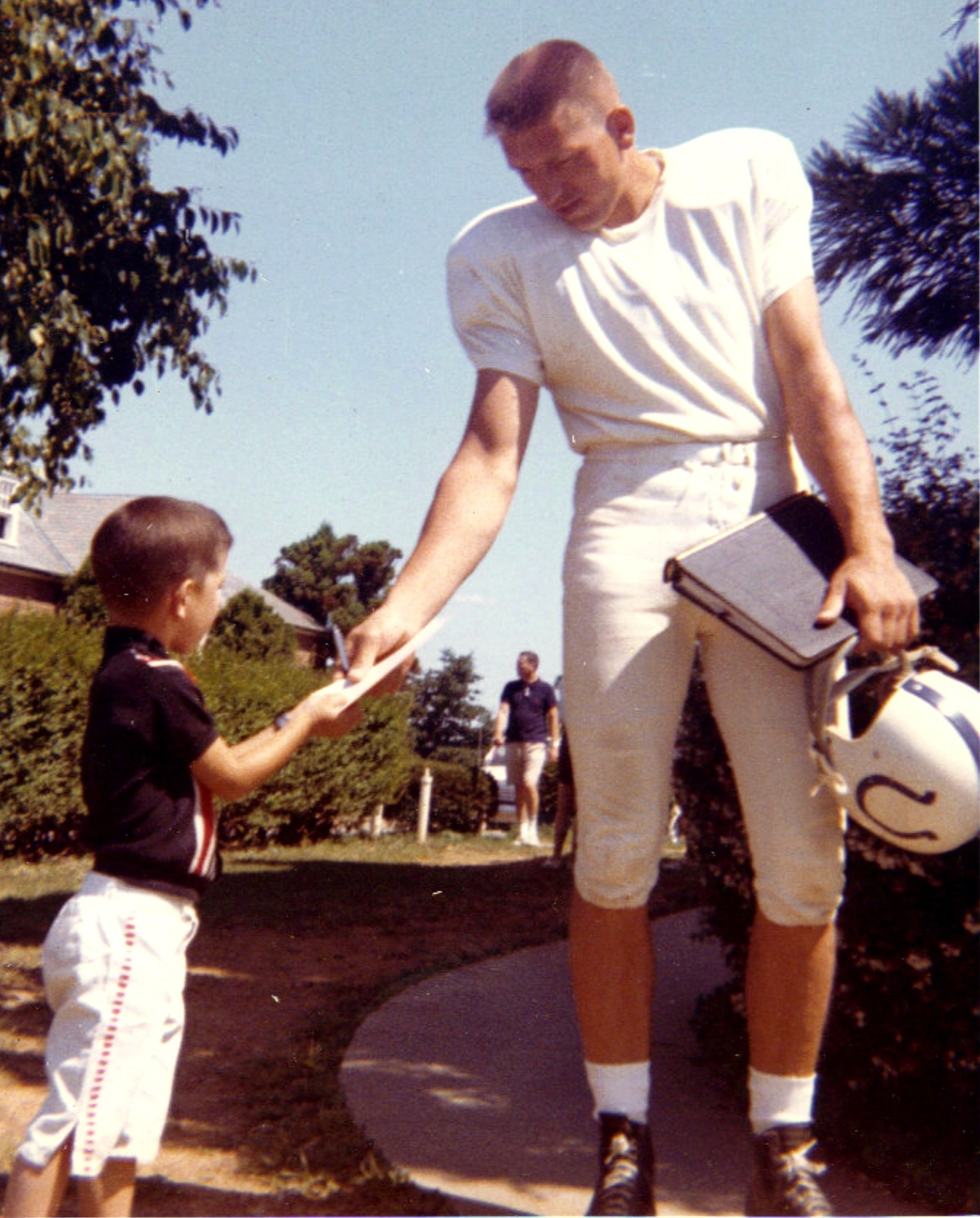
Johnny Unitas signerar en autograf 1964.

John Constantine Unitas, född 7 maj 1933 i Pittsburgh i Pennsylvania, död 11 september 2002, var en amerikansk utövare av amerikansk fotboll. Han tillbringade sin NFL-karriär som quarterback i Pittsburgh Steelers, Baltimore Colts och San Diego Chargers. Han har flera gånger röstats fram som en av de största någonsin i NFL.

### Fotnoter
1. ↑  ”Playoffs raise historical stakes”. espn.com. http://sports.espn.go.com/nfl/playoffs/2009/columns/story?columnist=clayton_john&id=4838773. Läst 19 januari 2010.